# Bassaraba család
A brancováni gróf és herceg Bassaraba család román eredetű nemesi család volt. Erdélyben a 17. században jelentek meg.

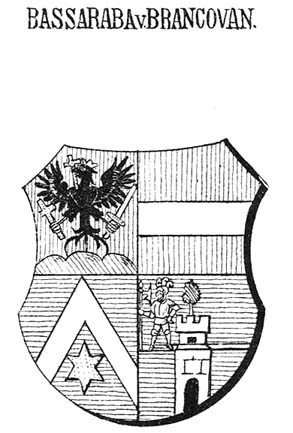
A Bassaraba család 1695-ben elnyert hercegi címere.

## Története
A család tagjai I. Máté havasalföldi fejedelem leszármazottai. Ő a Basarab vagy Bassaraba nevet azért vette fel, hogy a középkori Basarab-uralkodóház utódjának tüntethesse fel magát.
Erdélyben szereztek honosságot a nemesség körében, 1679. május 27-én. I. György István moldvai fejedelem, másik nevén Görgicze István vajda ötéves uralkodás után elvesztette a moldovai trónt. Sikertelen megszerzési kísérlete után Magyarországra menekült és itt szerzett nemességet magának és utódainak.
A család tagja, II. Konstantin havasalföldi fejedelem, 1688. május 19-től grófi, majd 1695. január 30-tól hercegi rangot kapott. A család hercegi rangját később, 1807. június 8-án megerősítették.
A család Manó nevű tagjával halt ki férfiágon, 1833-ban.

## A család nevezetesebb tagjai
- I. György István moldvai fejedelem (?-1688) Moldva fejedelme volt 1653. április 13. – május 8., illetve 1653. július 16. – 1658. március 13. között.
- II. Konstantin havasalföldi fejedelem (1654-1714), Havasalföld fejedelme volt 1688 és 1714 között, a román ortodox egyház vértanúsága miatt szentté avatta.
- Anna de Noailles (1876-1933), születési nevén brancováni Bibesco-Bassaraba Anna Erzsébet hercegnő, román származású francia írónő volt.